# Tutty Vasques
Alfredo Ribeiro de Barros (Rio de Janeiro, 1954) é um jornalista brasileiro, mais conhecido por seu alterego Tutty Vasques. Por meio deste, mantém uma coluna de humor que desde 1985 passou por diversas publicações, entre elas Jornal do Brasil, Época e Veja.
Foi co-criador do suplemento "Veja Rio", em 1991, junto com o jornalista Flávio Pinheiro, primeiro editor da revista, onde ocupou a função de sub-editor, que também exerceu no "Caderno B" do Jornal do Brasil. Além dissou, participou do Jornal dos Sports, Folha de S.Paulo, Contigo!, Criativa, Playboy e Lance!.
Fundou com outros jornalistas a primeira revista eletrônica brasileira, a NO., sucedida pelo portal de jornalismo NoMínimo (que entrou no ar em junho de 2002 e foi descontinuado cinco anos depois, em 29 de junho de 2007).
Manteve uma coluna diária no jornal O Estado de S. Paulo, onde também publicava no cadermo "Aliás", aos domingos, até dezembro de 2014.
Segundo publicado em 7 de dezembro de 2014, no PORTAL IMPRENSA, por Lucas Carvalho com supervisão de Vanessa Gonçalves, Tutty Vasques, juntamente com Bruno Paes Manso,  foram demitidos do "Estadão" por "corte de gastos" na redação.
Procurados por IMPRENSA, tanto Bruno quanto Tutty confirmaram as demissões e a justificativa apresentada pelo Estadão. Os jornalistas dizem ter sido informados de que o corte tem relação com gestão de recursos visando o ano fiscal de 2015.
Não houve informações sobre mais cortes na redação. A demissão dos profissionais veio apenas dois dias depois do anúncio da contratação de Eliane Cantanhêde como nova colunista, no impresso e na Rádio Estadão.
Tutty saiu do jornal após sete anos. "Gostaria até de estar saindo censurado para pegar metade das mulheres do Xico Sá. Por outro lado, se eu contar por aí que dancei por questões de 'gestão' ou de 'orçamento', francamente, não arrumo um mísero colo pra chorar", escreveu em seu post de despedida.